# Ice Cube
Ice Cube (født O'Shea Jackson, 15. juni 1969, i Crenshaw, Los Angeles, Californien) er en amerikansk rapper og skuespiller. Han var som rapper tidligere medlem af CIA, N.W.A, Westside Connection, og er nu medlem af super rap gruppen Mt. Westmore (en). Som skuespiller har han medvirket i en lang række film. Han er gift med Kim Jackson, og de har fire børn.
Kunstnernavnet Ice Cube kommer af, at Ice Cubes storebror en gang truede med at kyle ham ind i en fryser, da de var små og oppe at slås, og sagde, at han ville forvandle ham til en "Ice cube".[kilde mangler]

## Diskografi
N.W.A-udgivelser
- Straight Outta Compton, 1988
- Fuck Tha Police, 1988

Soloudgivelser
- AmeriKKKa's Most Wanted, 1990
- Kill At Will, 1990 – EP
- Death Certificate, 1991
- The Predator, 1992
- Lethal Injection, 1993
- Bootlegs & B-Sides, 1994 – Karma
- Featuring Ice Cube, 1997 – Karma
- War & Peace – Volume 1 (The War Disc), 1998
- War & Peace – Volume 2 (The Peace Disc), 2000
- Ice Cube – Greatest Hits 2001 – Karma
- Laugh Now, Cry Later, 2006
- Raw Footage, 2008
- I Am The West, 2010
- Everythang's Corrupt, 2018

## Singleudgivelser
- At Tha Movies, 2007
- I Rep That West, 2010
- Drink the Kool-Aid, 2012
- Everythang´s Corrupt, 2013
- Crowded, 2013
- Sic Them Youngins On ´Em, 2014
- Drop Girl, 2014
- Real People, 2016
- Only One Me, 2017
- Good Cop Bad Cop, 2017

## Filmografi
- Boyz n the Hood, 1991 ("Doughboy" Darren)
- Trespass, 1992 (Savon)
- The Glass Shield, 1994 (Teddy Woods)
- Higher Learning, 1995 (Fudge)
- Friday, 1995 (Craig)
- Dangerous Ground, 1997 (Vusi Madlazi)
- Anaconda, 1997 (Danny Rich)
- The Players Club, 1998 (Reggie)
- I Got the Hook Up, 1998 (Gun Runner)
- Three Kings 1999 (Sgt. Chief Elgin)
- Thicker Than Water, 1999 (Slink)
- Next Friday, 2000 (Craig)
- Ghosts of Mars, 2001 (Desolation Williams)
- All About the Benjamins, 2002 (Bookum)
- Barbershop, 2002 (Calvin Palmer)
- Friday After Next, 2002 (Craig)
- Torque, 2004 (Trey)
- Barbershop 2: Back in Business, 2004 (Calvin Palmer)
- Are We There Yet?, 2005 (Nick Persons)
- xXx: State of the Union, 2005 (Darius Stone)
- Are We Done Yet?, 2007 (Nick Persons)
- First Sunday, 2008 (Durell)
- The Longshots, 2008 (Curtis Plummer)
- The Janky Promoters, 2009 (Russell Redds)
- Lottery Ticket, 2010 (Mr. Washington)
- Rampart, 2011 (Kyle Timkins)
- 21 Jump Street, 2012 (Captain Dickson)
- Ride Along, 2014 (James Payton)
- 22 Jump Street, 2014 (Captain Dickson)
- Barbershop: The Next Cut, 2016 (Calvin Palmer)
- Ride Along 2, 2016 (James Payton)
- Fist Fight, 2017 (Strickland)
- xXx: Return of Xander Cage, 2017 (Darius Stone)
- The High Note, 2020 (Jack Robertson)